# Finska mästerskapet i bandy 1980/1981
Finska mästerskapet i bandy 1980/1981 spelades som dubbelserie följd av slutspel. Borgå Akilles vann mästerskapet.

## Mästerskapsserien

### Slutställning
| Lag                   | Spelade | Vinster | Oavgjorda | Förluster | Målskillnad | Poäng |
| --------------------- | ------- | ------- | --------- | --------- | ----------- | ----- |
| Borgå Akilles         | 18      | 13      | 3         | 2         | 75–40       | 29    |
| OLS                   | 18      | 13      | 0         | 5         | 102–53      | 26    |
| Mikkelin Kampparit    | 18      | 11      | 1         | 6         | 84–50       | 23    |
| Lappeenrannan Veiterä | 18      | 8       | 3         | 7         | 67–62       | 19    |
| Veitsiluodon Vastus   | 18      | 9       | 0         | 9         | 65–58       | 18    |
| OPS                   | 18      | 8       | 1         | 9         | 46–55       | 17    |
| Warkauden Pallo -35   | 18      | 7       | 2         | 9         | 59–74       | 16    |
| IFK Helsingfors       | 18      | 6       | 1         | 11        | 73–79       | 13    |
| ToPV                  | 18      | 5       | 1         | 12        | 50–106      | 11    |
| Sakta Farten, Porvoo  | 18      | 4       | 0         | 14        | 40–84       | 8     |

SaFa åkte ur serien direkt och ToPV åkte ur efter kvalspel. Ersättare blev Botnia-69 och Jyväskylän Seudun Palloseura.
| Placering | Spelare           | Lag       | Mål |
| --------- | ----------------- | --------- | --- |
| 1.        | Eero Hamari       | OLS       | 33  |
| 2.        | Veikko Niemikorpi | HIFK      | 31  |
| 3.        | Pekka Vartiainen  | Akilles   | 23  |
| 4.        | Matti Alatalo     | OLS       | 22  |
| 5.        | Jukka Ohtonen     | ToPV      | 21  |
| 6.        | Seppo Siiskonen   | Kampparit | 19  |
| 7.        | Matti Vanhanen    | Kampparit | 18  |
| 8.        | Asko Eskola       | OLS       | 17  |
| 9.        | Esko Holopainen   | WP-35     | 16  |
| 10.       | Raine Salminen    | Akilles   | 15  |

| Placering | Spelare           | Lag       | Mål | Assist | Poäng |
| --------- | ----------------- | --------- | --- | ------ | ----- |
| 1.        | Eero Hamari       | OLS       | 33  | 11     | 44    |
| 2.        | Veikko Niemikorpi | HIFK      | 31  | 11     | 42    |
| 2.        | Matti Alatalo     | OLS       | 22  | 20     | 42    |
| 4.        | Pekka Vartiainen  | Akilles   | 23  | 8      | 31    |
| 5.        | Matti Vanhanen    | Kampparit | 18  | 11     | 29    |
| 6.        | Seppo Siiskonen   | Kampparit | 19  | 9      | 28    |
| 7.        | Esko Holopainen   | WP-35     | 16  | 11     | 27    |
| 8.        | Jukka Ohtonen     | ToPV      | 21  | 5      | 26    |
| 8.        | Esko Korhonen     | Kampparit | 12  | 14     | 26    |
| 10.       | Raine Salminen    | Akilles   | 15  | 9      | 24    |

## Semifinaler
Semifinalerna avgjordes i dubbelmöten, och det bäst placerade laget fick spela första matchen på hemmaplan. Samma sak gällde finalen och tredjeprismatchen.
| Lag 1         | Resultat | Lag 2                 | Match 1   | Match 2   |
| ------------- | -------- | --------------------- | --------- | --------- |
| Borgå Akilles | 9–1      | Lappeenrannan Veiterä | 7–1 (4–1) | 2–0 (0–0) |
| OLS           | 10–4     | Mikkelin Kampparit    | 6–1 (1–1) | 4–3 (3–2) |

## Matcher om tredje pris
| Lag 1              | Resultat | Lag 2                 | Match 1   | Match 2   |
| ------------------ | -------- | --------------------- | --------- | --------- |
| Mikkelin Kampparit | 3–8      | Lappeenrannan Veiterä | 1–1 (1–1) | 2–7 (1–3) |

## Finaler
| Lag 1         | Resultat | Lag 2 | Match 1   | Match 2   |
| ------------- | -------- | ----- | --------- | --------- |
| Borgå Akilles | 5–4      | OLS   | 5–1 (3–1) | 0–3 (0–3) |

## Slutställning
| Placering | Lag                   |
| --------- | --------------------- |
| 1.        | Borgå Akilles         |
| 2.        | OLS                   |
| 3.        | Lappeenrannan Veiterä |
| 4.        | Mikkelin Kampparit    |

## Finska mästarna
Akilles: Pertti Koponen, John Imjack, Kenneth Lindholm, Lars-Erik Hjelt, Bill Snell, Kari Janhunen, Carl-Anders Lindström, Pekka Olli, Pekka Vuorinen, Risto Tammilehto, Christer Johansson, Raine Salminen (tränare), Teijo Moilanen, Pekka Vartiainen, Peter Stenberg, Magnus Smeds, Christer Nordgren, Rainer Vilén, Kim Nyholm.